# Лесково (община Демир Хисар)
 Тази статия е за селото в Северна Македония.  За селото в Гърция вижте Лесково (Мъгленско).  
Лесково (изписване до 1945 година: Лѣсково; на македонска литературна норма: Лесково) е обезлюдено село в община Демир Хисар, Северна Македония.

## География
Лесково е типично планинско и труднодостъпно село в рида Илиница. Землището на Лесково е 8,4 km2.

## История
В XIX век Лесково е изцяло българско село в Битолска кааза, нахия Демир Хисар на Османската империя. Църквата „Свети Илия“ е от XIX век. Според статистиката на Васил Кънчов („Македония. Етнография и статистика“) от 1900 година Лѣсково има 260 жители, всички българи християни.
На Етнографската карта на Битолския вилает на Картографския институт в София от 1901 година Лесково е чисто българско село в Битолската каза на Битолския санджак с 53 къщи.
Цялото население на селото е под върховенството на Българската екзархия. По данни на секретаря на екзархията Димитър Мишев („La Macédoine et sa Population Chrétienne“) в 1905 година в Лесково има 280 българи екзархисти.
При избухването на Балканската война в 1912 година четирима души от Лесково са доброволци в Македоно-одринското опълчение.
В 1953 година в селото има 320 жители. В 1971 година – 67. Селото е напълно обезлюдено от 1981 г., докогато е имало един жител.

## Личности
Родени в Лесково
- Александър Андоновски (р. 1 март 1939), математик
- Диле Георгиов Андонов, български революционер от ВМОРО[8]
- Стефан Новев, български революционер, четник на Стефан Алабаков в 1915 година[9]